# Mali Zozulînți, Krasîliv
Mali Zozulînți (în ucraineană Малі Зозулинці) este un sat în comuna Velîki Zozulînți din raionul Krasîliv, regiunea Hmelnîțkîi, Ucraina.

## Demografie
Componența lingvistică a localității Mali Zozulînți
     Ucraineană (98,68%)
     Alte limbi (1,32%)
Conform recensământului din 2001, majoritatea populației localității Mali Zozulînți era vorbitoare de ucraineană (98,68%), existând în minoritate și vorbitori de alte limbi.